# Polruan

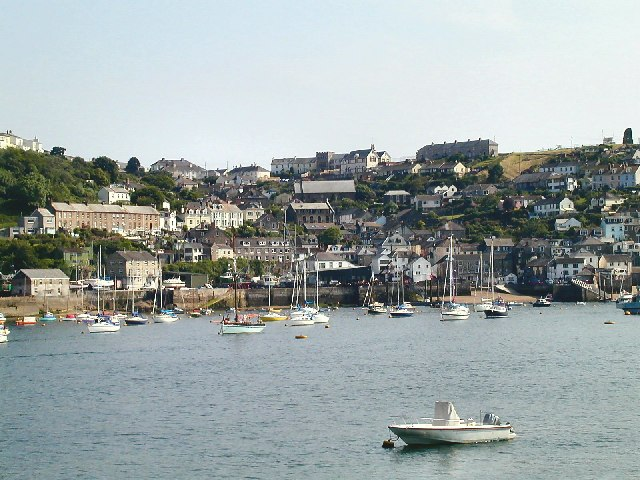
Veduta di Polruan

Polruan (in lingua cornica: Porthru(w) an; 650 ab. circa) è un villaggio di pescatori della costa orientale della Cornovaglia (Inghilterra sud-occidentale), situato lungo l'estuario sulla Manica del fiume Fowey. Dal punto di vista amministrativo, si tratta di una frazione della parrocchia civile di Lanteglos-by-Fowey (distretto di Caradon).
La maggior parte dei residenti del villaggio è costituita da artisti e scrittori.

## Geografia fisica
Polruan si trova tra i villaggi di Mevagissey e Polperro (rispettivamente ad est/nord-est della prima e ad ovest della seconda) ed è situata sulla sponda opposta della cittadina di Fowey (che si trova sulla riva destra del fiume omonimo). Si trova inoltre a circa 15 km a sud di Lostwithiel.
Il villaggio è circondato da una collina, la Polruan Hill.

## Origini del nome
Il toponimo Porthruwan/Polruan deriva da quello di un santo di nome Ruan.

## Monumenti e luoghi d'interesse

### Fortino
A Polruan si trova uno dei due fortini realizzati alla fine del XIV secolo per proteggere la zona da eventuali invasioni da parte di pirati o dei Francesi.

### St Saviours Chappel
Sulla collina che sovrasta il villaggio, si trova la St Saviours Chappel, una cappella risalente all'VIII secolo.

## Società

### Evoluzione demografica
Al censimento del 2009, Polruan contava una popolazione pari a 648 abitanti.

## Cultura

### Media

#### Cinema e fiction
- Polruan fu una delle location del film del 1963, diretto da Daniel Petrie e con protagonista Susan Hayward, Ore rubate (Stolen Hours)[7]

## Geografia antropica

### Urbanistica
A Polruan si trova un'unica via, che attraversa centro del villaggio e termina nella zona del molo.

## Economia
La riparazione di imbarcazioni sussiste tuttora come una delle attività principali del villaggio.

## Infrastrutture e trasporti
Polruan è collegata da un traghetto alla città di Fowey: la traversata dura circa 10-15 minuti.